# Karl Madsen
Karl Johan Vilhelm Madsen (Copenhague, 22 de marzo de 1855 - 16 de abril de 1938) fue un pintor y un historiador del arte danés. Perteneció al grupo de los pintores de Skagen.

## Biografía
Madsen fue hijo de los pintores Andreas Peter Madsen y Sophie Thorsøe Madsen. Terminó sus estudios en la Academia de Sorø. De 1872 a 1876, estudió en la Academia Real de Bellas Artes de Dinamarca. Llegó a la estación balnearia de Skagen en 1873 y participó en el movimiento artístico de Skagen. 
Fue director del Statens Museum for Kunst desde 1911 hasta 1925, y director del Museo de Skagen de 1928 a 1938.